# Lustra (album)
Lustra – pierwszy album rockowego zespołu Harlem. Płyta ukazała się w 1995 roku. W grudniu 2020 brytyjska firma Hussar Records wydała reedycję albumu.

## Lista utworów
Źródło:.
1. „Hedone” – 4:36
2. „Piąta trzydzieści” – 4:43
3. „Stąd do nieba” – 4:49
4. „Przenikanie” – 3:50
5. „Polski Harlem” – 3:36
6. „W lustrach” – 4:21
7. „Nie byłem nigdy w Kalifornii” – 5:12
8. „Blues o zdradzie” – 5:46
9. „Mam życie” – 4:50
10. „Stąd do nieba II” – 4:15
11. „Falowanie” – 4:40
12. „Bingo” – 3:18

## Skład
Źródło:.
- Ryszard Wolbach – wokal, gitara akustyczna
- Krzysztof Jaworski – gitary elektryczne, gitara akustyczna
- Jarosław Zdankiewicz – perkusja
- Stanisław Czeczot – gitara basowa

Goście
- Michał Dreger – trąbka
- Marcin Gajko – gitara wspierająca
- Piotr Iwicki – congi, instr.klawiszowe
- Grzegorz Piotrowski – saksofon, fortepian
- Wiesław Sałata – gitara basowa
- Ryszard Szmit – instrumenty klawiszowe
- Tomek Szymuś – akordeon, fortepian
- Anna Węgrzynowicz – backing vocal
- Piotr Woliński – gitara basowa
- Janusz Dołkowski, Joanna Krauze, Anna Węgrzynowicz – chórki